# Pilidiostigma sessile
Pilidiostigma sessile är en myrtenväxtart som beskrevs av Neil Snow. Pilidiostigma sessile ingår i släktet Pilidiostigma och familjen myrtenväxter. Inga underarter finns listade i Catalogue of Life.